# Knorrova syntéza pyrrolů
Knorrova syntéza pyrrolů je chemická reakce sloužící k přípravě substituovaných pyrrolů.
Spočívá v reakci α-aminovaného ketonu se sloučeninou obsahující skupinu odtahující elektrony (například esterem, jak je zobrazeno níže) v poloze α vůči karbonylové skupině.

## Provedení
Reakce se katalyzuje zinkem a kyselinou octovou a probíhá za pokojové teploty.
Protože α-aminoketony snadno podléhají autokondenzacím, tak se musí připravovat během procesu; nejčastěji se získávají z odpovídajících oximů Neberovým přesmykem.
Při původní Knorrově syntéze byly použity dva ekvivalenty ethylacetacetátu, kde se jeden rozpuštěním v koncentrované kyselině octové přeměňoval na ethyl 2-oximinoacetaceát, a poté byl pomalu přidáván jeden ekvivalent nasyceného vodného roztoku dusitanu sodného, za průběžného chlazení. Následně byl přimíchán práškový zinek, což vedlo k redukci oximu na amin; tato redukce spotřebovala dva ekvivalenty zinku a čtyři ekvivalenty kyseliny octové. Takto vzniklý produkt, diethyl-3,5-dimethylpyrrol-2,4-dikarboxylát, bývá označován jako Knorrův pyrol.
Při moderních syntézách se postupně přidává práškový zinek a roztok oximu vzniklý nitrosací do důkladně promíchávaného roztoku ethylacetacetátu v kyselině octové. Reakce je exotermní a směs se bez vnějšího chlazení může zahřát na teplotu varu.
Knorrův pyrrol lze upravovat řadou postupů. Jeden ekvivalent hydroxidu vyvolá selektivní zmýdelnění 2-esteru. Při rozpuštění Knorrova pyrrolu v koncentrované kyselině sírové a nalití vzniklého roztoku do vody dochází k selektivní hydrolýze 4-esterové skupiny. 5-methyl lze stechiometrickým množstvím chloridu sulfurylu v koncentrované kyselině octové zoxidovat na chlormethyl, aldehyd, nebo karboxyl. Také lze alkylovat atom dusíku. Obě esterové skupiny lze od sebe rozlišit zavedením benzylových či terc-butylových substituentů prostřednictvím příslušných acetacetátových esterů. Benzylové skupiny je možné oddělit katalytickou hydrogenolýzou za katalýzy palladiem na uhlíku a terc-butyly pomocí kyseliny trifluoroctové nebo vroucí kyseliny octové.
R1 a R3 (a také R2 a Et) mohou reagovat s acylchloridy, Meldrumovou kyselinou, nebo alkoholy, za vzniku β-ketoesterů; tímto postupem se snadno vytvářejí ethyl- a benzylestery a i silně stíněné alkoholy, například terc-butanol, dávají vysoké výtěžky.
V roce 1894 byl Knorrovou syntézou z acetylacetonu (pentan-2,4-dionu) a ethyl-2-oximinoacetacetátu získán ethyl 4-acetyl-3,5-dimethylpyrrol-2-karboxylát.
4-acetyl lze Wolffovou–Kižněrovou redukcí, hydrogenolýtou, nebo pomocí diboranu, převést na 4-ethyl. Reakce se může účastnit také benzyl- nebo terc-butylacetacetát, kde se při pečlivém řízení teploty může výtěžnost dostat téměř na 80 %.

N,N-dialkylpyrrol-2- a 4-karboxamidy lze připravit s využitím N,N-dialkylacetacetamidů. Variantami Knorrovy syntézy se dají vytvořit také thioestery.
Nitrosace β-ketoesterů se i při pečlivém hlídání teploty chovají téměř jako titrace, směs se může zahřát i na 40 °C bez výrazného vlivu na konečný výtěžek.

## Mechanismus
Mechanismus Knorrovy syntézy pyrrolů začíná kondenzací aminu s ketonem za vzniku iminu. Imin se poté tautomerizuje na enamin, následuje cyklizace, odštěpení vody, a izomerizace na pyrrol.

## Podobné reakce
Řada významných syntéz pyrrolů se podobá Knorrově syntéze, ale mají odlišné mechanismy.
Hans Fischer a Emmy Fink zjistili, že při Zanettiho reakci pentan-2,4-dionu s ethyl-2-oximinoacetacetátem se jako vedlejší produkt vytváří ethyl-3,5-dimethylpyrrol-2-karboxylát a podobně se při použití 3-ketobutyraldehyddiethylacetalu tvoří ethyl-5-methylpyrrol-2-karboxylát; oba tyto vedlejší produkty jsou následky odštěpení acetylových skupin z ethyl-2-aminoacetacetátového meziproduktu. Významným produktem Fischerovy-Finkovy syntézy byl ethyl-4,5-dimethylpyrrol-2-karboxylát, vzniklý z ethyl-2-oximinoacetacetátu a 2-methyl-3-oxobutanalu. George Kleinspehn ukázal, že lze dosáhnout toho, aby reakce probíhala výhradně tímto způsobem, když se použije, společně s pentan-2,4-dionem, diethyloximinomalonát nebo některý jeho 3-alkylovaný derivát. Výtěžky mohou být okolo 60 %. Zlepšení výtěžků byl dosaženo použitím diethylaminomalonátu (předem připraveného hydrogenolýzou diethyloximinomalonátu v ethanolu za přítomnosti Pd/C) a přidáním směsi diethylaminomalonátu s β-diketonem ke vroucí kyselině octové.
Fischerova-Finkova syntéza byla rozšířena o reakce 2-oximinoacetacetátových esterů (ethyl, benzyl, a terc-butyl) s 3-alkylovanými pentan-2,4-diony. Kleinspehnovu syntézu se podařilo doplnit o asymetrické β-diketony, které přednostně reagují na méně stíněných acetylových skupinách a vytváří příslušné 5-methylpyrrol-2-karboxylátové estery. N,N-dialkyl 2-oximinoacetacetamidy mohou vytvářet pyrroly reakcemi s 3-substituovanými pentan-2,4-diony, přičemž výtěžnosti bývají podobné jako u odpovídajících esterů (okolo 45 %); při použití asymetriclých diketonů acylové skupiny z acetacetamidu zůstávají v molekulách produktů a jeden z diketonových acylů se ztrácí.
Podobné okolnosti mechanismu se v menší míře objevují také u reakcí acetacetátových esterů, potvrzeny byly radiochemicky.
Knorrovy syntézy a jejich obměny mají využití při přípravách porfyrinů, žlučových barviv, a dipyrrinů.